# Hợp chất không no
Một hợp chất không no trong hóa học hữu cơ là một hợp chất hóa học chứa các liên kết π, thường là trong các liên kết C=C và C≡C. Chẳng hạn như alken, alkyn hoặc aldehyde, keton. Trái với hợp chất no, hợp chất không no dễ dàng tham gia các phản ứng cộng (như hydro hóa, acid hóa và hydrat hóa) do liên kết pi kém bền, dễ bị tấn công và “bẻ gãy” bởi các tác nhân, hình thành hợp chất mới.